# Tammin
Tammin è una città situata nella regione di Wheatbelt, in Australia Occidentale; essa si trova 180 chilometri a est di Perth ed è la sede della Contea di Tammin. Al censimento del 2006 contava 168 abitanti.